# Geschichtsmesse

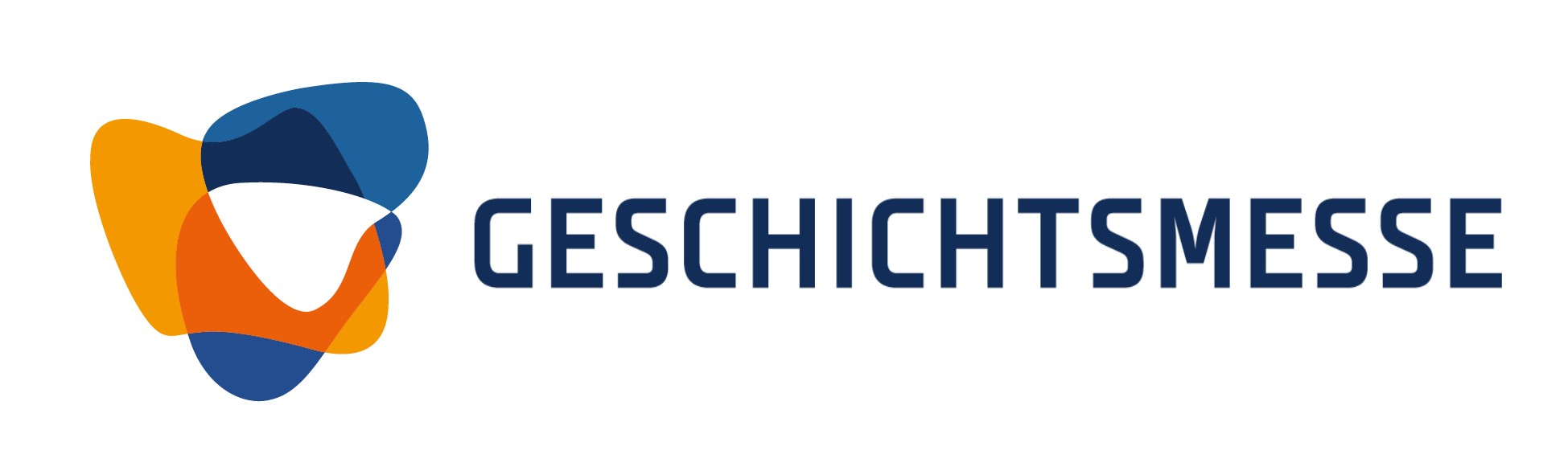
Logo der Geschichtsmesse

Die Geschichtsmesse ist eine jährlich stattfindende Veranstaltung der Bundesstiftung zur Aufarbeitung der SED-Diktatur, die sich jeweils einem spezifischen Thema der deutsch-deutschen Geschichte widmet.

## Beschreibung

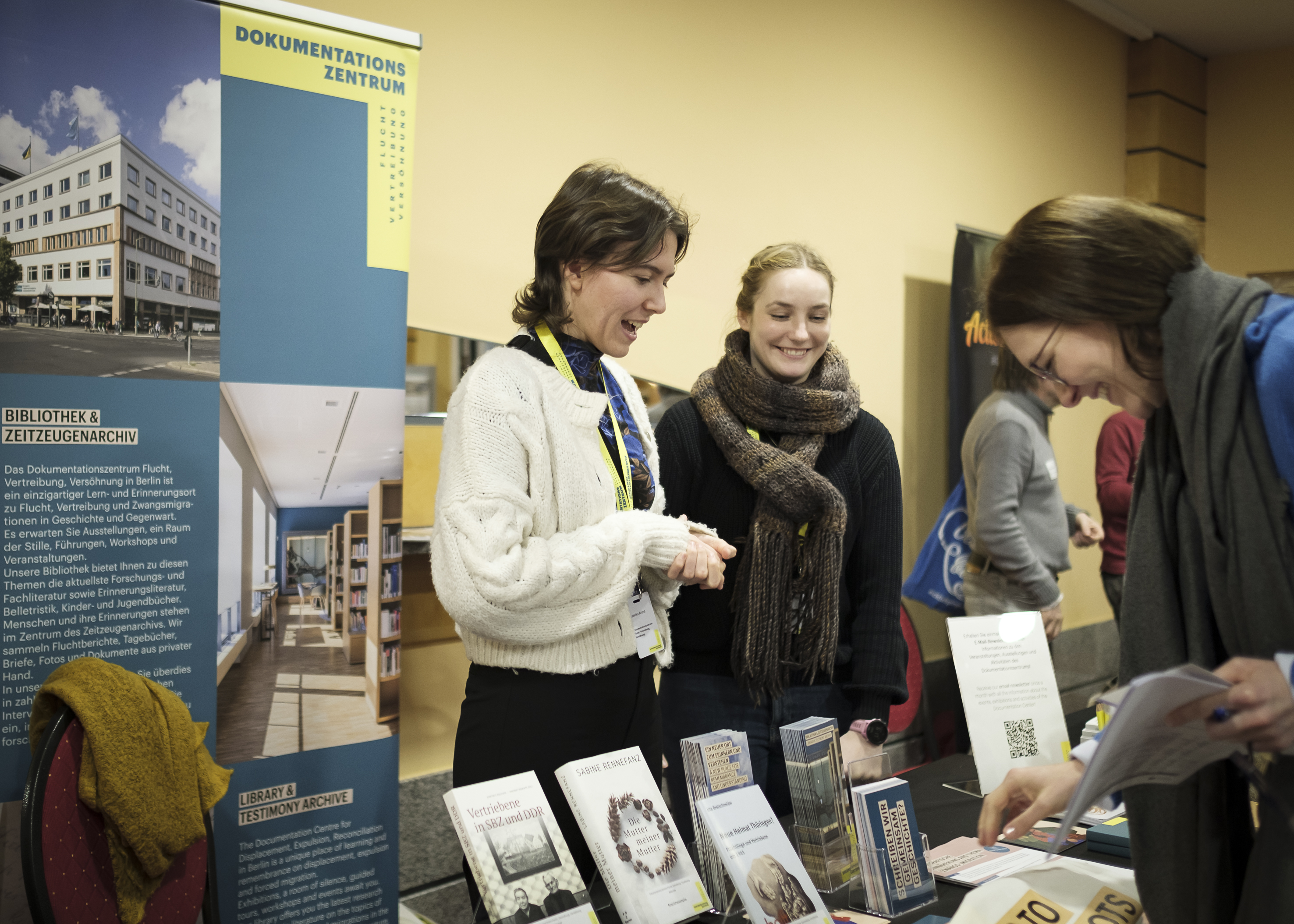
Austausch auf dem „Markt der Möglichkeiten“

Die dreitägige Geschichtsmesse bietet ein umfangreiches Programm aus Podiumsgesprächen und Fachvorträgen an. Die Konferenz ist ein zentrales Forum für Anbieter und Multiplikatoren der historisch-politischen Bildungsarbeit in Deutschland, die sich in ihrer Arbeit und ihrem zivilgesellschaftlichen Engagement mit den kommunistischen Diktaturen in Deutschland und Europa und deren Folgen bis heute auseinandersetzen. Die jährlich mehr als 300 Teilnehmerinnen und Teilnehmer aus dem ganzen Bundesgebiet vertreten u. a. schulische und außerschulische Bildungseinrichtungen, Gedenkstätten, Aufarbeitungsinitiativen, Geschichtsvereine sowie wissenschaftliche Einrichtungen. Die teilnehmenden Institutionen sind eingeladen, die eigene Arbeit und aktuelle Projekte vorzustellen. Auf dem „Markt der Möglichkeiten“ informieren zudem zahlreiche Stände über Angebote der historisch-politischen Bildung. Ziel der Geschichtsmesse ist es, einen nachhaltigen Beitrag zu einer möglichst breiten gesellschaftlichen Auseinandersetzung mit der jüngsten deutschen Zeitgeschichte zu leisten. Die Konferenz steht sowohl Institutionen als auch Privatpersonen offen. Aufgezeichnete Diskussionen und Vorträge werden nach der Veranstaltung in der Mediathek der Bundesstiftung Aufarbeitung veröffentlicht.

## Geschichte
Die Geschichtsmesse findet seit 2008 – mit Ausnahme des Pandemie-Jahres 2021 – jährlich statt. Die Idee für das Veranstaltungsformat entstand während der Vorbereitungen für die Feierlichkeiten anlässlich der 20. Jahrestage der Friedlichen Revolution und der Deutschen Einheit. Ziel der Bundesstiftung Aufarbeitung war es, eine Plattform zu schaffen, um bundesweit bestehende Initiativen zu bündeln, Projekte anzustoßen und die Vernetzung der Einzelvorhaben zu befördern. Die erste Geschichtsmesse fand im März 2008 statt. Seitdem widmete sich die Geschichtsmesse mit ihren jeweiligen Tagungsprogrammen einer Vielzahl historischer Themen im Kontext der Geschichte von deutscher Teilung und SED-Diktatur, begleitete den Prozess der deutschen Einheit und stellte aktuelle Herausforderungen bei der Vermittlung der Geschichte der kommunistischen Diktaturen in Deutschland und Europa zur Debatte.